# Astrid Aagesen

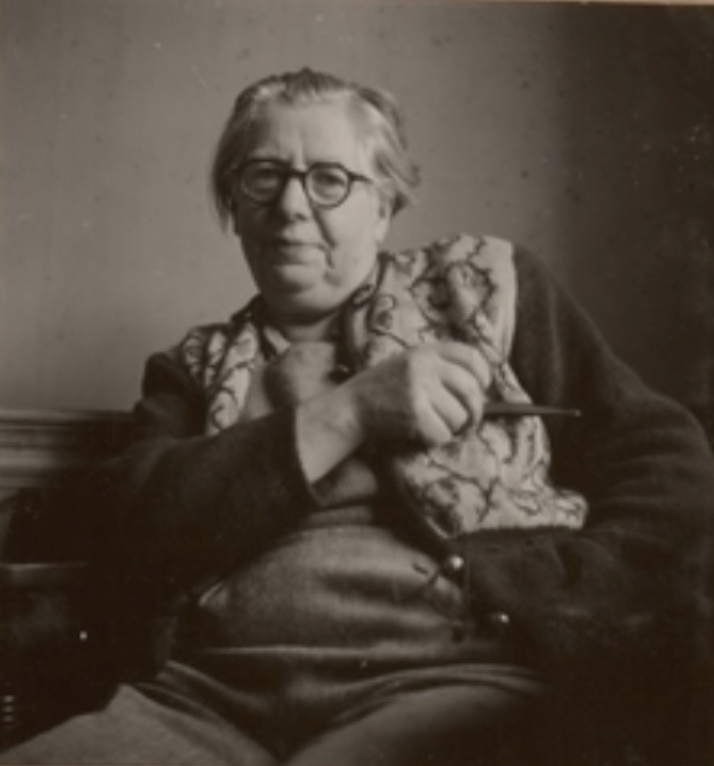
Astrid Aagesen (1883–1965)

Astrid Marie-Frederike Aagesen (* 25. November 1883 in Silkeborg; † 26. September 1965 in Ängelholm) war eine dänisch-schwedische Designerin und Kunsthandwerkerin, die Objekte aus verschiedenen Metallen schuf. Sie war eine Pionierin der modernen schwedischen Metallkunst und hatte von 1920 bis 1937 ihre eigene Werkstatt in Helsingborg, ihre Arbeiten in Silber, Zinn und Bronze machten sie weit über die Grenzen Schwedens hinaus bekannt.

## Leben und Wirken
Aagesen wurde 1883 als Tochter einer Gasthausfamilie im dänischen Silkeborg geboren und interessierte sich früh für Bildhauerei und Kunsthandwerk. Um 1900 zog sie nach Kopenhagen, wo sie an der Zeichen- und Kunstschule für Frauen (dänisch: Tegne- og Kunstindustriskolen for Kvinder) studierte und sich der Silberschmiedekunst zuwandte. Sie wurde Schülerin des dänischen Silberkunstschmieds Mogens Ballin und machte 1911 ihren Abschluss als Ziseleurin. Danach machte sie einige Auslandstudienreisen nach Deutschland, Norwegen, Schweden, Italien sowie Frankreich und lernte u. a. an der Württembergische Metallwarenfabrik (WMF).
1919 zog sie nach Helsingborg um und eröffnete 1920 ihre eigene Werkstatt, wo sie vor allem mit Zinn, Kupfer und Bronze arbeitete und ihre Werke bei zahlreichen Ausstellungen Preise (z. B. auf der Weltausstellung für Kunstgewerbe 1925 in Paris) gewannen. Sie arbeitete zusammen mit einigen bekannten schwedischen Künstlern, darunter mit dem Maler und Schriftsteller Gösta Adrian-Nilsson (1884–1965), dem Bildhauer und Grafiker Hugo Gehlin (1889–1953) und dem Skulpteur Ivar Johnsson (1885–1970). Weltweite Bekanntheit erlangte sie mit ihren Sternbild-Darstellungen auf den Tycho-Brahe-Brunnen, welcher zusammen mit dem Architekten Gustaf Wilhelmsson Widmark (1885–1967) 1927 in Helsingborg errichtet wurde. Es folgten weitere Erfolge auf internationalen Ausstellungen, so z. B. in Barcelona 1929 und in Chicago 1933. Ab 1937 zog sie sich auf einen Hof in Hallandsåsen zurück, wo sie eine Werkstatt betrieb. Sie war jedoch weiter künstlerisch und unternehmerisch tätig, so z. b. mit einem Geschäft in Båstad und einer Galerie in Vejbystrand, wo sie u. a. Werke des Silberschmieds Wiven Nilsson (1897–1974) und des Glaskünstlers Bengt Orup (1916–1996) ausstellte.
Ihre Werke machten sie zu einer herausragenden Vertreterin des Art déco in Skandinavien, womit sie das traditionelle Kunsthandwerk mit der Moderne verband; einige davon befinden sich heute in den Ausstellungen des Schwedischen Nationalmuseum, im Kunstmuseum Malmö und im dänischen Designmuseum Kopenhagen sowie im norwegischen Nationalmuseum Oslo.

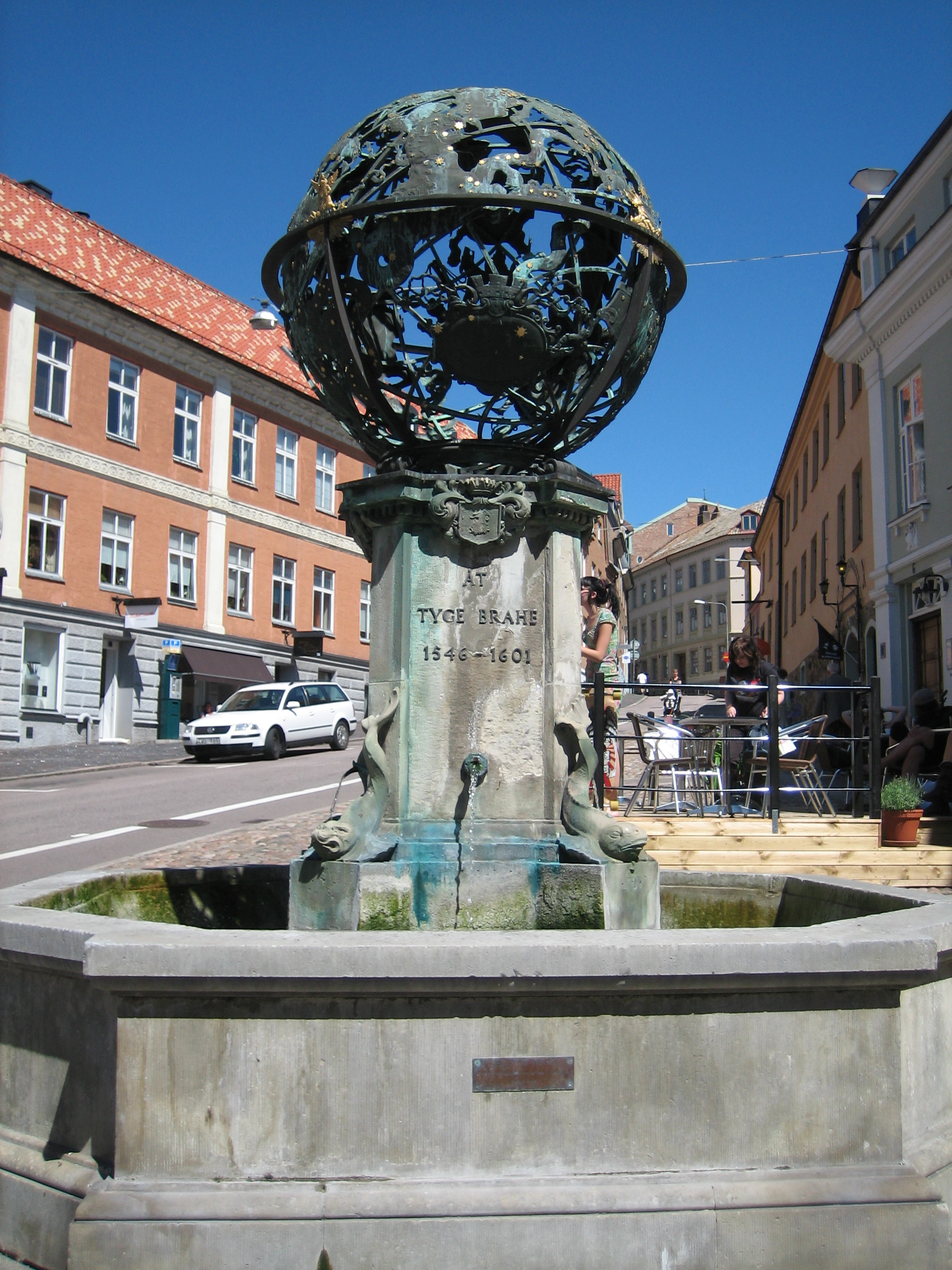
„Tycho-Brahe-Brunnen“, gemeinschaftliches Werk mit dem Architekten G. W. Widmark aus dem Jahr 1927 in Helsingborg

## Werke(Beispiele)
- 1923, Gebäckdose (Ausstellungsstück im schwedischen Nationalmuseum[4])
- 1927, Brunnendenkmal für Tycho Brahe in Helsingborg
- 1930, Silberdose (Ausstellungsstück im schwedischen Nationalmuseum[5])